# Planica, Planica
»Smučarska« je izvirna skladba kvinteta V.S. Avsenik iz leta 1966. Glasbo je napisal Slavko Avsenik, besedilo pa Ferry Souvan.
Vokale sta odpela Ema Prodnik in Franc Koren. Skladba je izšla na albumu Lepe ste ve Karavanke pri založbi Jugoton.

## Novo besedilo za Planico
»Planica, Planica« je skladba Ansambla bratov Avsenik iz leta 1979, napisana v čast Planici, z posemplano melodijo njihove skladbe »Smučarska« in z novim tekstom Marjana Stareta.
Avtor glasbe je Slavko Avsenik, tekst je napisal Marjan Stare. Vokale so prispevali Ema Prodnik, Alfi Nipič in Jožica Svete. Izšla je na dvojnem albumu Vesele urice.
Napev Planica, Planica, snežena kraljica spustijo ob vsakem poletu daljšem od 230 m. Skladba je ponarodela in je sinonim za Planico in smučarske skoke.

### Svetovno prvenstvo v Planici 1979
15. marca 1979, na otvoritvi Svetovno prvenstvo v smučarskih poletih 1979, je bila skladba premierno izvedena na odru tik ob RTV domu.

### Produkcija
- Slavko Avsenik – glasba
- Ferry Souvan – besedilo
- Vilko Ovsenik – aranžma, producent

### Studijska izvedba
- Slavko Avsenik – harmonika
- Alfi Nipič – vokal
- Ema Prodnik – vokal
- Jožica Svete – vokal
- Lev Ponikvar – kitara
- Albin Rudan – klarinet
- Franc Košir – trobenta
- Mik Soss – kontrabas

### Tedenske lestvice
| Lestvica (2013)      | Najvišja uvrstitev |
| -------------------- | ------------------ |
| Slovenija (SloTop50) | 13                 |